# Hato Chamí
Hato Chamí è un comune (corregimiento) della Repubblica di Panama situato nel distretto di Nole Duima, comarca di Ngäbe-Buglé. Si estende su una superficie di 50,3 km² e conta una popolazione di 3.857 abitanti (censimento 2010).